# Wheatley Provincial Park
Wheatley Provincial Park är en park i Kanada.   Den ligger i provinsen Ontario, i den sydöstra delen av landet, 700 km sydväst om huvudstaden Ottawa. Wheatley Provincial Park ligger 172 meter över havet.
Terrängen runt Wheatley Provincial Park är mycket platt. Närmaste större samhälle är Leamington, 13,6 km väster om Wheatley Provincial Park. 